# Apsilochorema epimetheus
Apsilochorema epimetheus är en nattsländeart som beskrevs av Malicky 2000. Apsilochorema epimetheus ingår i släktet Apsilochorema och familjen Hydrobiosidae. Inga underarter finns listade i Catalogue of Life.